# Chloraea disoides

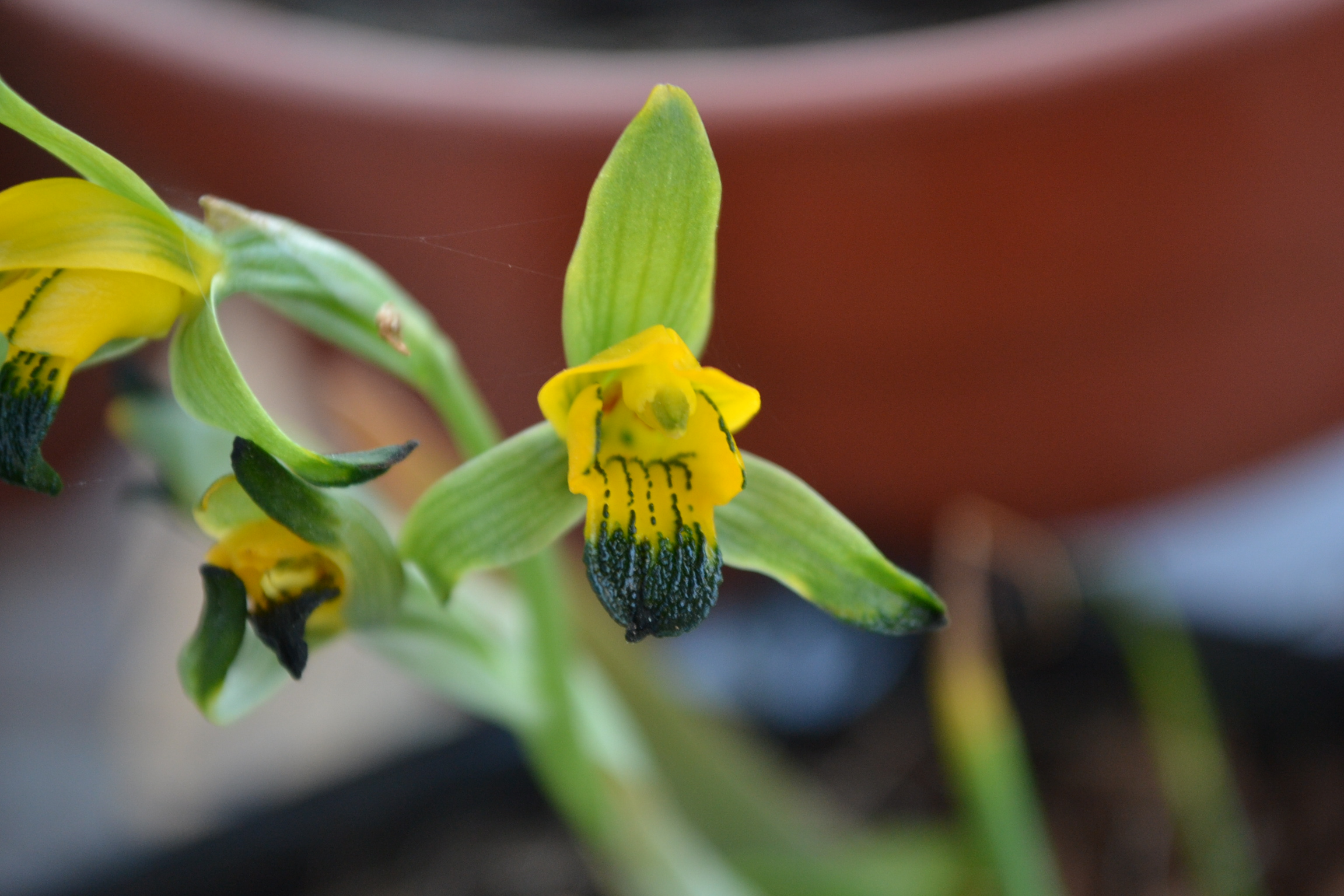
Foto de la flor de C. disoides

Chloraea disoides es una especie de orquídeas que es endémica de Chile. Se encuentra en peligro crítico de extinción principalmente por el impacto de la acción humana en la zona central. Como otras especies de Chloraea, se asocia con hongos del suelo.